# Ibach (Alb)
Der Ibach ist der größte Nebenbach der Alb im Südschwarzwald. Aus waldreichen Hochtälern des Hotzenwaldes mit wenigen Dörfern und zahlreichen Moorsenken kommend fließt er generell südostwärts und erreicht in zunehmend gefällereichem Kerbtal die obere Albschlucht.

## Geographie

### Verlauf und Tallandschaft
Das Quellgebiet des Ibachs liegt westnordwestlich des Dorfes Oberibach in einer anmoorigen Wiesenmulde auf knapp 1100 Metern Höhe. Es gehört zum Naturschutzgebiet Kohlhütte-Lampenschweine. Dem südgerichteten Oberlauf des Ibachs mit seinem breiten Hochtal steht westlich das parallel verlaufende, gleich große Nebental des Schwarzenbächles zur Seite. Trotz ähnlicher Reliefformen hat das Ibachtal mit den Dörfern Ober- und Unteribach, gelegen inmitten großflächigen Grünlands, einen offeneren Charakter als das waldeinsame Schwarzenbachtal mit seiner kleinen Rodungsinsel um das Gehöft Lindau.
Das um 900 Meter hoch gelegene Zwillings-Hochtal von Schwarzenbächle und oberem Ibach gehörte in der letzten Kaltzeit zum südlichen Randbereich des Feldberg-Gletschers. Der Ibach ist zwar geringfügig weniger voluminös als das Schwarzenbächle, sein Hochtal wurde aber während der vorangegangenen und ausgedehnteren Riß-Vereisung von einem stärkeren Ausläufer des südlichen Feldberg-Plateaugletschers geformt. Er hinterließ besonders beim Rückschmelzen eine breite sandige Sedimentfüllung, die den Talboden gleichförmiger werden ließ als beim Schwarzenbächle mit dem Krai-Woog-Gumpen und einem weiteren kleinen Wasserfall. Beiderseits wird dieser Sedimentkörper von Talbächen begleitet, links (östlich) vom Ibach, rechts vom Winkelbach. In einem flachen Becken am Ende der Talsedimente fließen beide Bäche zusammen. Das dortige große Ibacher Moos ist Teil des Naturschutzgebietes Kirchspielwald-Ibacher Moos, neben anderen Feucht- und Grasland-Biotopen beider Hochtäler. Unterhalb verengt sich das Tal, das Gefälle nimmt zu, und der Bach bildet blockreiche Katarakte. Ab der Einmündung des Schwarzenbächles nimmt der Ibach dessen südöstliche Fließrichtung auf, und der Talquerschnitt wird für die nächsten drei Kilometer U-förmig. Hier füllte der meist plateauartige Feldberggletscher das Tal wiederholt mit einer etwa 400 Meter breiten Gletscherzunge.

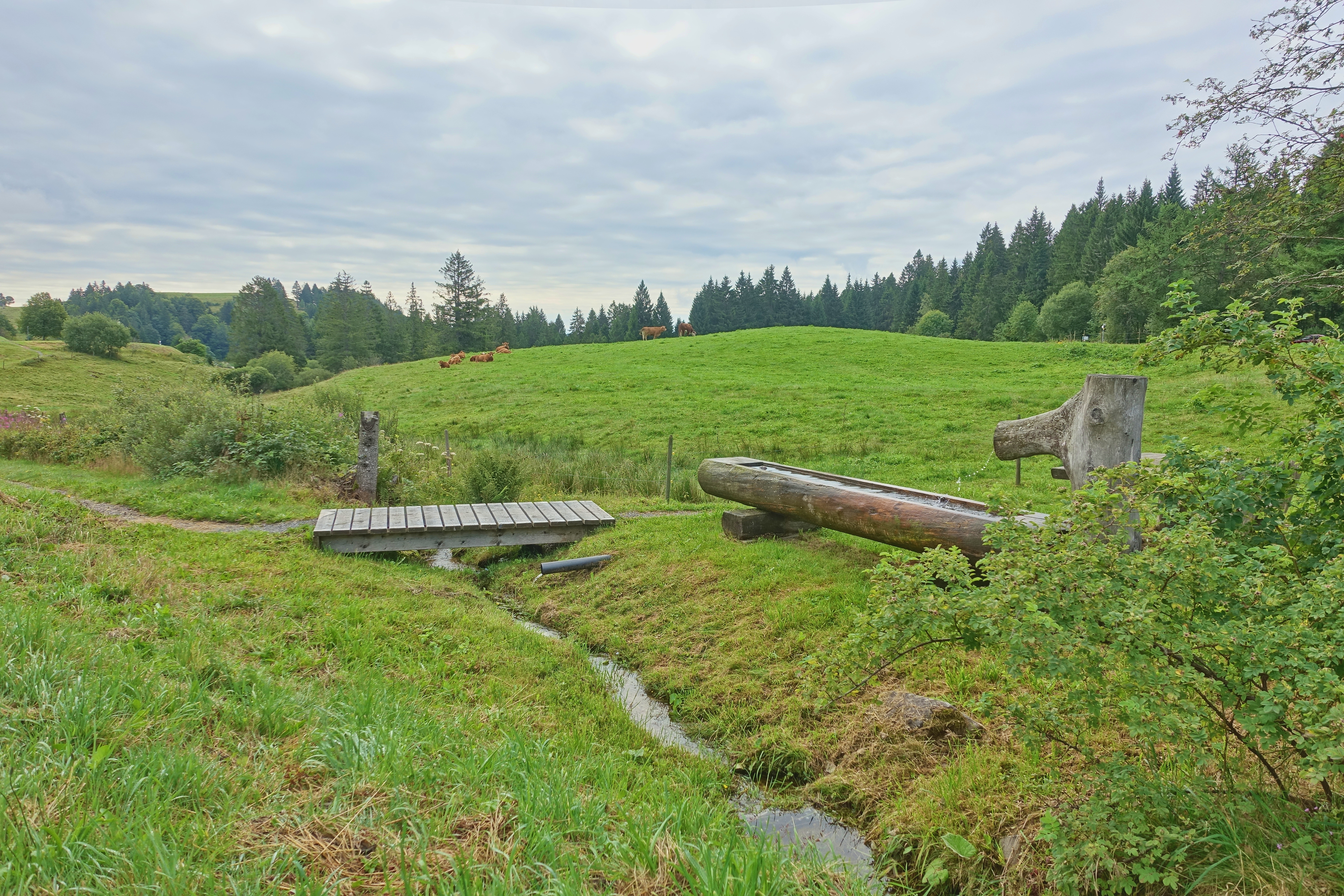
Quellgebiet des Ibachs nordwestlich von Oberibach

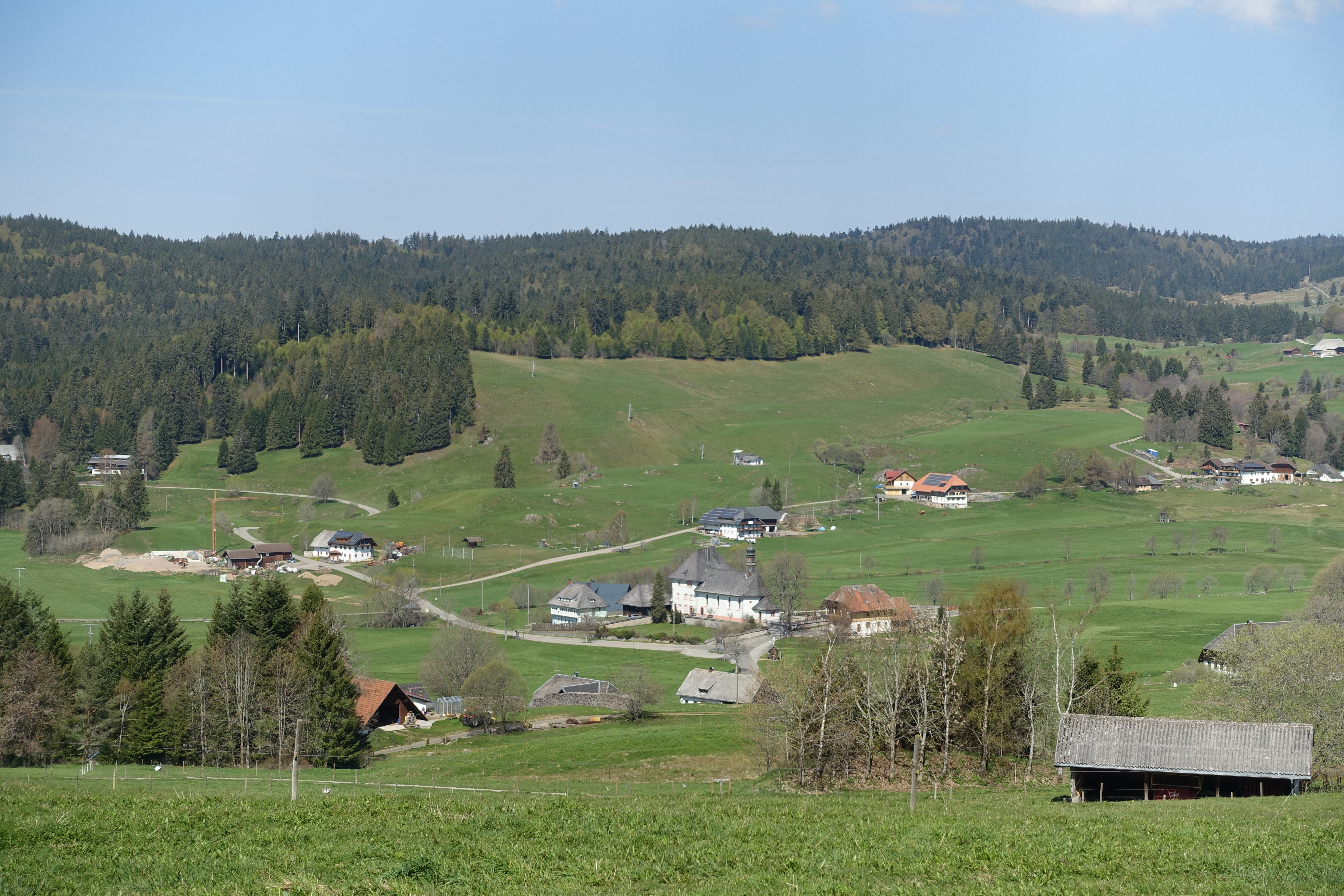
Das Dorf Ibach im weiten oberen Tal

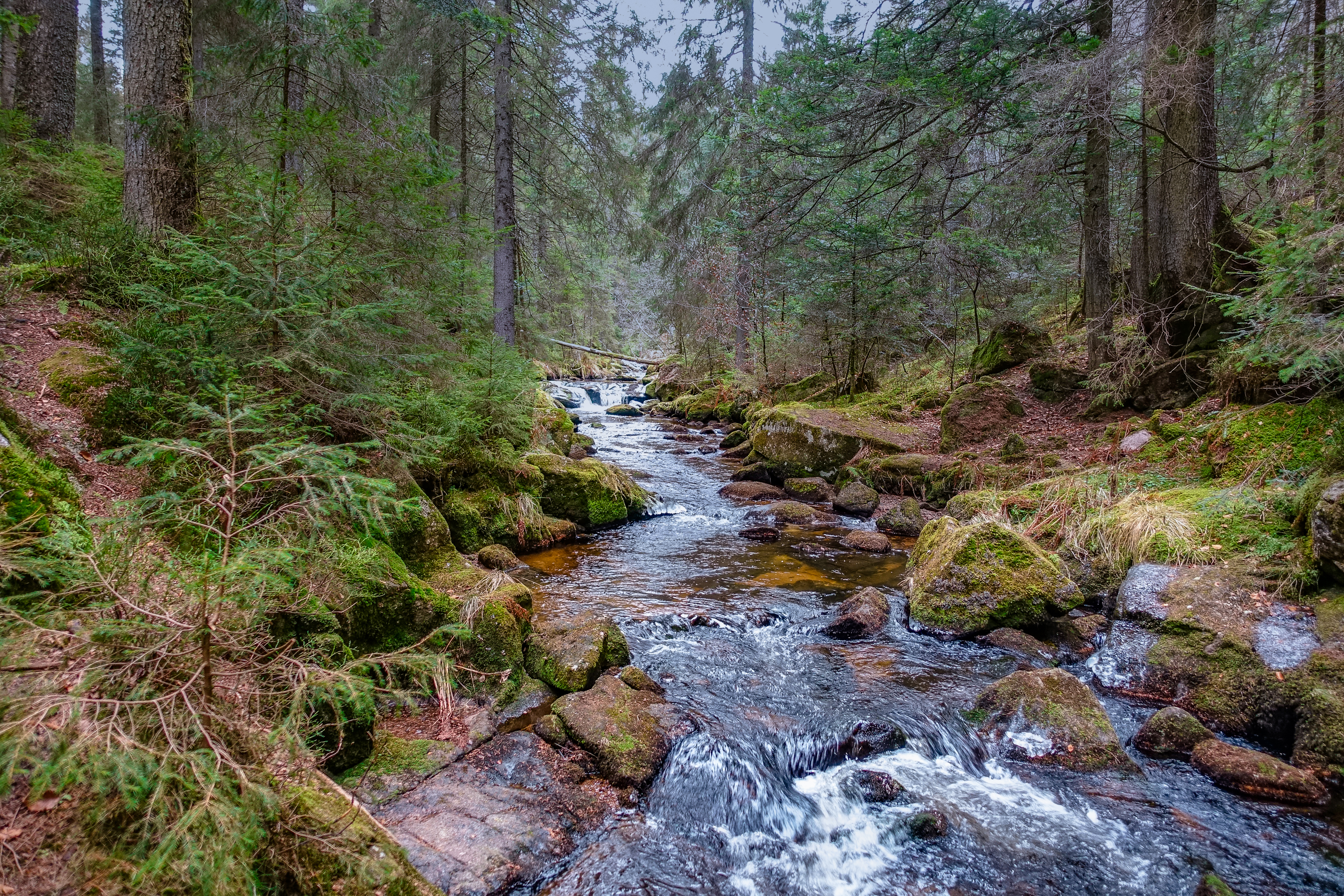
Der dem mittleren Ibach ähnliche rechte Nebenbach Schwarzenbächle

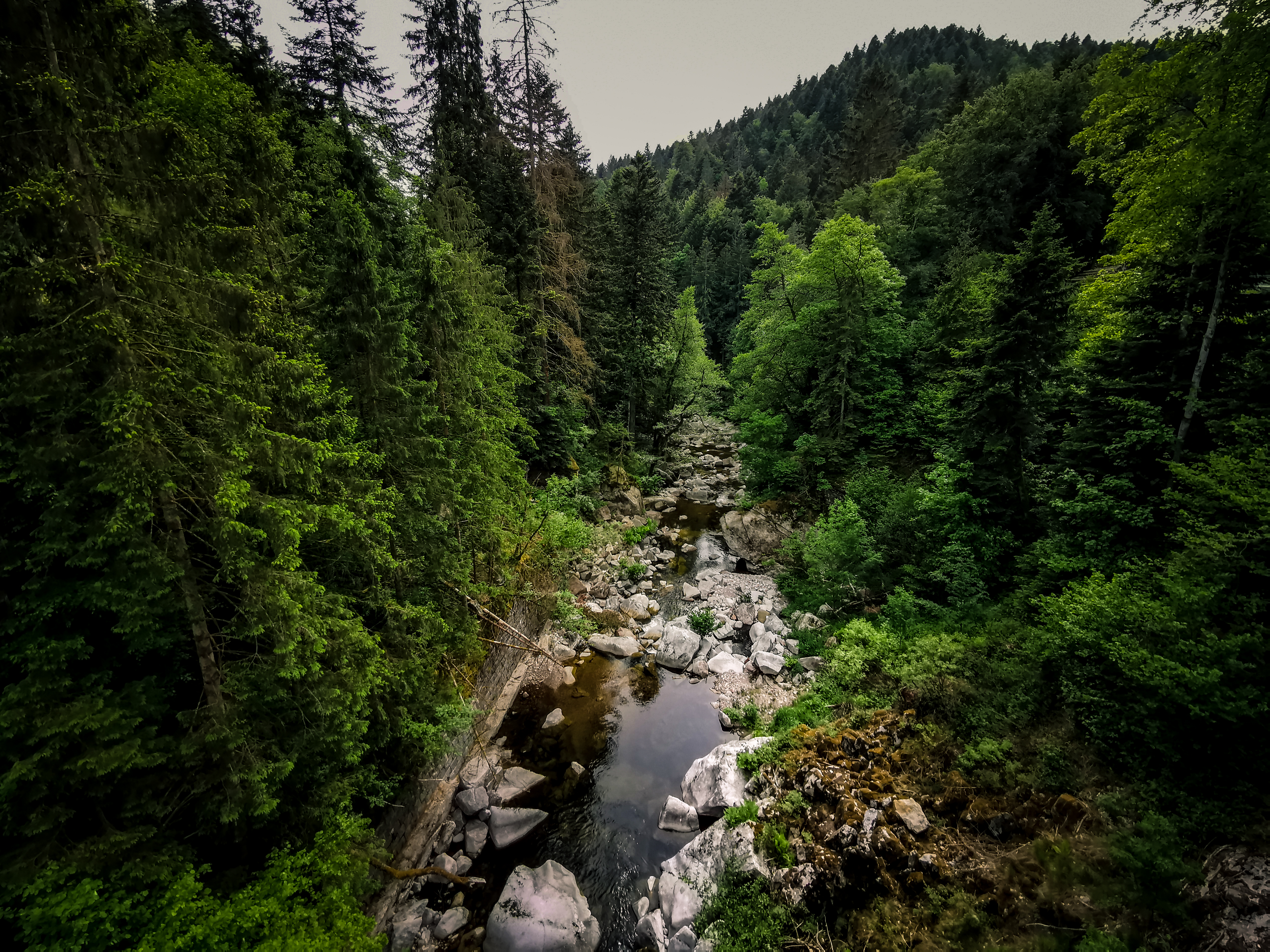
Restwasser der Alb; der Ibach mündet in Bildmitte von rechts

Vor der Mündung der beiden wichtigsten linken Nebenbäche Sägebach und Vogelbach durchbricht der Ibach einen Querriegel in felsiger Enge am nördlichen Talrand, flankiert vom Schlossfelsen im Süden und dem Engelefelsen im Norden, beide aus Granitporphyr bestehend. Nach weiteren 2,5 Kilometern scheint die 40 Meter hohe Granitwand des Rappenfelsens das Tal abzuschließen, bevor der Ibach nach einer Kataraktstrecke in einer Höhe von 545 m ü. NHN die Alb erreicht.

### Einzugsgebiet
Der 41,45 km² große Einzugsgebiet des Ibachs gehört naturräumlich innerhalb des Südschwarzwalds zum Südlichen Hochflächenschwarzwald und darin wiederum zu den Ibach-Dachsberger Kuppen und Wannen des Hotzenwalds. Es liegt in einem südwärts leicht abdachenden hügeligen Hochgebiet und ist nur im Südteil durch das um 150 Meter tiefe Ibachtal intensiver reliefiert. Der höchste Punkt ist eine 1167,3 Meter hohe Erhebung beim Markstein westlich des Quellgebietes.
Der Untergrund besteht aus grobkörnigem Albtal-Granit, der nach Nordosten hin von stark metamorphen Paragneisen durchsetzt ist (Todtmoos-Gneisanatexit-Formation).
Klimatisch gehört das Gebiet zu den niederschlagsreichsten des Schwarzwalds und Deutschlands. Sein größter Teil erhält zwischen 1800 und 2000 mm Niederschlag im Jahr. Nur zum Albtal hin sinkt der Wert auf 1300 mm.

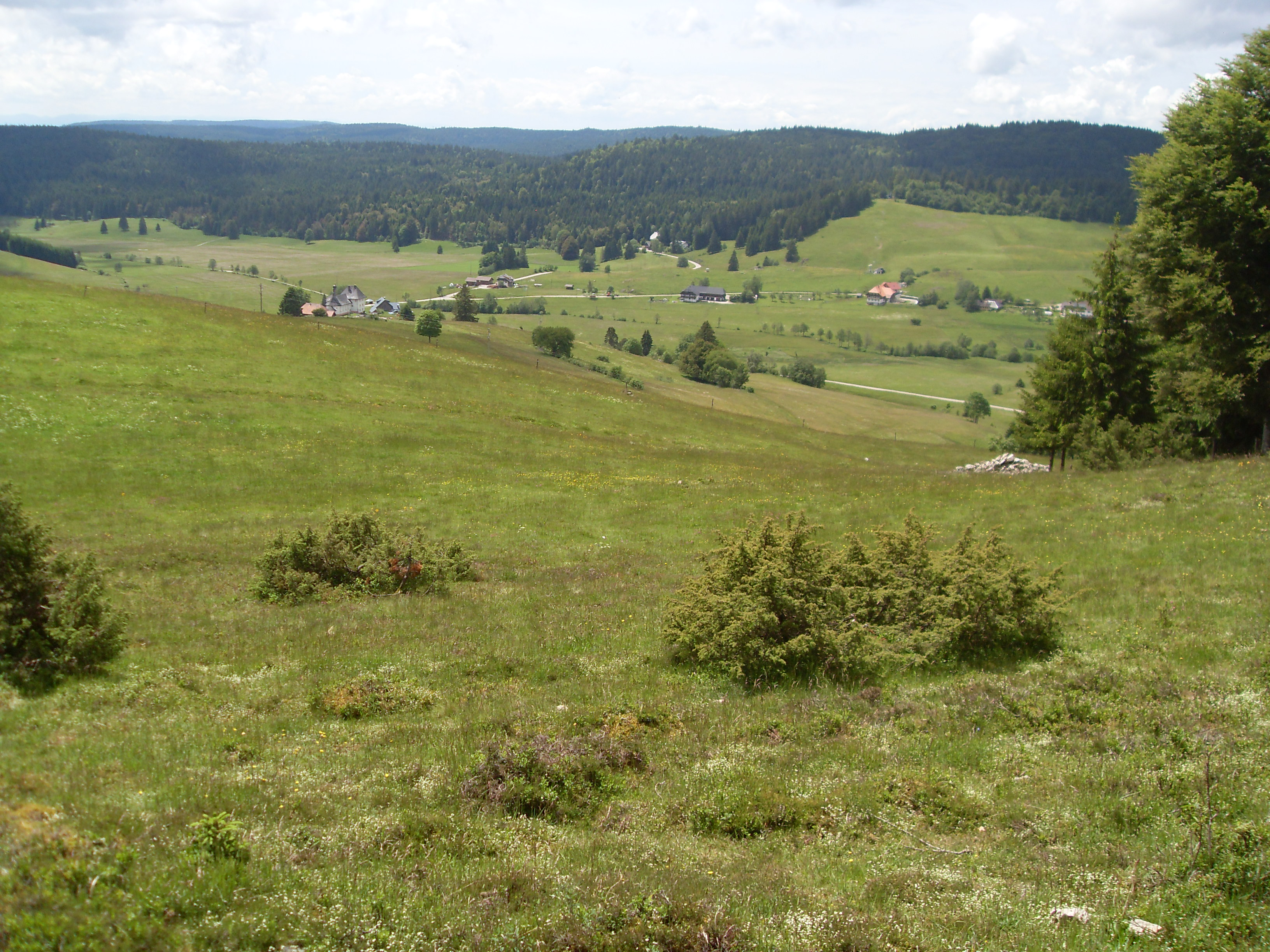
Das obere Ibachtal bei Unteribach, talabwärts

Die Vegetation wechselt gebietsweise sehr kleinräumig zwischen nadelholzreichen Wäldern und unterschiedlich intensiv genutztem Grünland. Bemerkenswert ist die Vielzahl von flachen Felsbildungen auf Höhenrücken und von Mooren in Senken, darunter gut erhaltene Hochmoore wie dem Ibacher Moos, Brunnmättlemoos und Turbenmoos.

### Zuflüsse
(Liste der Zuflüsse vom Quellgebiet zur Mündung: Gewässerlänge, Einzugsgebiet und Höhe nach den entsprechenden Layern auf der Onlinekarte der LUBW)
Das Quellgebiet des Ibachs liegt auf etwa 1080 m ü. NHN in einer Mulde südlich des  Rüttewaldkopfs (1161 m ü. NHN). Bis zum ersten größeren Nebenbach hat der Ibach eine Länge von 6,10 km und ein Einzugsgebiet von 7,16 km².
- Winkelbach, von rechts und Nordwesten auf etwa 907 m ü. NHN südwestlich von Unteribach:
 4,13 km; ca. 3,0 km². Quellgebiet auf etwa 1062 m ü. NHN im obersten Althüttenmoos nordwestlich von Unteribach
- Schwarzenbächle, von rechts und Nordwesten auf etwa 756,6 m ü. NHN oberhalb der Burger Säge südsüdwestlich von Hierholz:
 8,53 km; ca. 14 km². Quellgebiet auf etwa 1020 m ü. NHN östlich des Sattels Ibacher Kreuz bei Todtmoos.
- Sägebach, von links und Norden auf etwa 677,4 m ü. NHN östlich des Schlossfelsens:
 3,9 km; 4,72 km². Quellgebiet auf etwa 930 m ü. NHN in der Schwedematt nördlich von Finsterlingen (Gemeinde Dachsberg).
- Vogelbach, von links und Norden auf etwa 673,4 m ü. NHN östlich des Schlossfelsens:
 4,1 km; 3,84 km². Quellgebiet auf etwa 925 m ü. NHN südöstlich von Ennersbach (Gemeinde Dachsberg).

An der Einmündung des Ibachs (von rechts) in die Alb auf ca. 542 m ü. NHN südlich von Wilfingen (Dachsberg) endet der Bachlauf nach 15,2 Kilometern.

## Wasserführung und Wassernutzung
Der natürliche Abfluss des Ibachs an der Mündung in die Alb beträgt im Mittel 1,56 m³/s (Alb dort: 5,21 m³/s). Tatsächlich erreichen aber wegen einer Wasserableitung zum Eggbergbecken des Kavernenkraftwerks Säckingen an der Burger Säge (⊙, Höhe: 746 m ü. NHN) nur 0,41 m³/s die Alb, die hier ihrerseits wegen einer Wasserableitung ab dem Albbecken bei St. Blasien zum Schluchseewerk nur 1,06 m³/s Wasser führt. Aus diesem Grund kann der bei Wildwasserkanuten als herausfordernd bekannte Ibach nur bei sehr hohen Wasserständen befahren werden.
In den 1960er Jahren war im Ibach-Einzugsgebiet bis in die 1980er Jahre eine weitaus intensivere Nutzung der Wasserkraft geplant gewesen. Im Tal des Schwarzenbächles sollte durch einen 82 Meter hohen Damm der Stausee Lindau entstehen, und der Ibach sollte ab einer 32 Meter hohen Talsperre am Schlossfelsen zum Kavernenkraftwerk Säckingen geleitet werden.